# I Hate This Part
„I Hate This Part” este un cântec al grupului muzical american Pussycat Dolls și face parte de pe cel de-al doilea material discografic de studio Doll Domination. Melodia a fost lansată ca cel de-al doilea single al albumului în afara Americii de Nord. „I Hate This Part” a fost lansat ca cel de-al treilea single al albumului în Canada și SUA, în urma eșecului înregistrat de „Whatcha Think About That”. Acesta a fost lansat la posturile de radio pe 21 octombrie 2008. Single-ul activează momentan în clasamentele din Oceania.
Single-ul se intenționa a fi lansat doar în Europa și Noua Zeelandă, însă treptat a fost lansat la nivel internațional.

## Informații generale
„Whatcha Think About That” se intenționa a fi cel de-al doilea single al albumului în America de Nord, Australia și Regatul Unit iar „I Hate This Part” în Europa și Noua Zeelandă. Lansarea primului a fost anulată datorită succesului înregistrat de „I Hate This Part” la posturile de radio. După succesul de la radio, cântecul a început să fie comercializat, intrând în clasamentul australian iTunes. În urma acestor aspecte, „Whatcha Think About That” a fost anulat și în Regatul Unit, unde va fi lansat același „I Hate This Part”.
Datorită clasărilor slabe obținute de „Whatcha Think About That” în America de Nord, „I Hate This Part” a fost lansat în grabă pe 21 octombrie, respectiv 14 octombrie. și orice acțiuni de promovare a acestuia a fost închisă.

## Videoclipul
Într-un interviu acordat site-ului Rap-Up.com, Melody Thornton, a afirmat că videoclipul a fost filmat pe data de 28 septembrie 2008, chiar de ziua sa de naștere. De asemenea, tot în cadrul interviului, artista a declarat că și videoclipul melodiei „Stickwitu” a fost filmat tot de ziua ei, pe 28 septembrie 2008. Două videoclipuri de la filmări au ajuns pe internet și le prezintă pe fete, pe o stradă într-un deșert și dansând în ploaie. Regizorul videoclipului este Joseph Kahn, cel ce a realizat și „When I Grow Up”.
Întregul videoclip a avut premira pe data de 21 octombrie 2008. Videoclipul începe cu o scenă în care Nicole cântă la pian, începutul cântecului, și surprinde imaginea unei cărți și ale unor petale suflate de vânt. Odată cu începutul versurilor, este surprinsă pe rând fiecare componentă a grupului, în compania unei mașini stricate. În timpul refrenului, grupul părăsește cadrul unde se află mașina fiind prezentate, mergând pe o stradă din deșert. Mai apoi, în timp ce Nicole cântă, celelalte fete sunt surprinse stând deasupra unei mașinii. În timpul celui de-al doilea refren, grupul dansează în nisip iar mai apoi fiecare fată este surprinsă în diferite ipostaze: Nicole lângă o mașină și în compania unui lup, Jessica, într-o parcare deasupra unei mașini, Ashley mergând în mână cu un ursuleț de pluș roz, Kimberly alături de o mașină stricată și Melody ținând în mână o floare. după al doilea refren, Nicole este surprinsă cântând, înainte de a se porni o furtună. Grupul este văzut repetând dansul anterior, însă de această dată în timpul unei ploi. Videoclipul se încheie cu o erupție emoțională, Ashley și Melody îmbrățișându-se, într-o atmosferă tristă. Ultima scenă este cea în care Nicole cântă la pian, având un fluture pe mână.

## Datele lansărilor
| Regiunea      | Data               | Formatul            |
| ------------- | ------------------ | ------------------- |
| Australia     | 7 octombrie, 2008  | Descărcare digitală |
| Irlanda       | 28 noiembrie, 2008 | Descărcare digitală |
| Germania      | 14 noiembrie, 2008 | CD Single           |
| Noua Zeelandă | 7 octombrie, 2008  | Descărcare digitală |
| Europa        | 10 octombrie, 2008 | CD Single           |
| SUA           | 21 octombrie, 2008 | Radio               |

## Clasamente
| Clasament                | Poziția maximă | Referință |
| ------------------------ | -------------- | --------- |
| Australian Singles Chart | 10             | [ 6 ]     |
| Australian Urban Chart   | 1              |           |
| Austrian Singles Chart   | 7              | [ 6 ]     |
| Belgian Singles Chart    | 5              | [ 6 ]     |
| Brasil Hot 100           | 5              | [ 7 ]     |
| Bulgaria Singles Chart   | 14             | [ 6 ]     |
| Canadian Hot 100         | 5              | [ 6 ]     |
| Croatia Singles Chart    | 8              |           |
| Danish Singles Chart     | 15             | [ 6 ]     |
| Dutch Singles Chart      | 27             | [ 6 ]     |
| European Singles Chart   | 4              |           |
| Finnish Singles Chart    | 19             | [ 6 ]     |
| French Singles Chart     | 3              | [ 6 ]     |
| German Singles Chart     | 12             | [ 6 ]     |
| Hungary Singles Chart    | 6              |           |

| Clasament                          | Poziția maximă | Referință |
| ---------------------------------- | -------------- | --------- |
| Irish Singles Chart                | 9              | [ 6 ]     |
| Latvian Single Chart               | 2              |           |
| Norway Singles Chart               | 16             | [ 6 ]     |
| New Zealand Singles Chart          | 9              | [ 6 ]     |
| Portugal Singles Chart             | 14             | [ 6 ]     |
| Romanian Singles Chart             | 1              |           |
| Swiss Singles Chart                | 9              | [ 6 ]     |
| Turkey Singles Chart               | 10             |           |
| UK Singles Chart                   | 12             | [ 6 ]     |
| UK R&B Chart                       | 3              |           |
| U.S. Billboard Hot 100             | 11             | [ 6 ]     |
| U.S. Billboard Pop 100             | 10             |           |
| U.S. Billboard Hot Dance Club Play | 1              |           |
| United World Chart                 | 10             | [ 6 ]     |